# Krisekoret
Krisekoret er et musikalsk samarbejde, som består af musikerne Tania Ovesen, Michael Hardinger, Michael Bundesen og Kim Daugaard. Gruppen udgav i november 2010 singlerne nedtur version 1 og nedtur version 2, som download.

## Diskografi
- Nedtur version 1 (single, 2010)
- Nedtur version 2 (single, 2010)